# Carlo Maria Giulini
Carlo Maria Giulini (Barletta, 9 maggio 1914 – Brescia, 14 giugno 2005) è stato un direttore d'orchestra italiano.

## Biografia
Giulini nacque a Barletta da una famiglia originaria di Ponti sul Mincio, il padre lavorava nello stabilimento Feltrinelli di Barletta. Nel 1920 la famiglia si trasferì a Gries, che pochi anni dopo venne incorporata dal comune di Bolzano. Qui Giulini studiò alla civica scuola musicale (futuro Conservatorio Claudio Monteverdi), dapprima il violino poi presto passando alla viola, fino al 1929, quando si aggiudicò una borsa di studio all'Accademia nazionale di Santa Cecilia; si diplomò nel 1936. Fu violista di fila nell'orchestra dell'Accademia nazionale di Santa Cecilia dal 1934 esibendosi nella sala dell'Augusteo di Roma. In quell'ambito ebbe l'occasione di suonare sotto la direzione dei più grandi musicisti e direttori dell'epoca, tra cui Richard Strauss, Bruno Walter e Wilhelm Furtwängler.
In seguito diplomatosi in composizione (1939) al Conservatorio Santa Cecilia a Roma, ha conseguito nel 1941 il diploma di perfezionamento in direzione d'orchestra, iniziando tre anni dopo la carriera nei Concerti sinfonici dell'Accademia nazionale di Santa Cecilia ed, in teatro, nel 1950 a Bergamo, dirigendo La traviata.
Direttore stabile dell'Orchestra Sinfonica della RAI di Milano dal 1945 al 1952, per poi passare al Teatro alla Scala di Milano, prima come assistente di Victor de Sabata, quindi, nel 1953, come direttore stabile fino al 1956.
Per la Scala diresse:
- nel 1951 cinque concerti, nel 1952 le riprese di Cavalleria rusticana di Pietro Mascagni con Ebe Stignani e di La vida breve di Manuel de Falla ed un concerto nel Teatro Regio di Parma, nel 1953 la ripresa di L'incoronazione di Poppea di Claudio Monteverdi con Rolando Panerai, la ripresa di L'italiana in Algeri di Gioachino Rossini con Giulietta Simionato, Adriana Lecouvreur con Renata Tebaldi, sei dei Dodici concerti grossi, op. 6 di Arcangelo Corelli e quattro concerti.
- La Wally per l'apertura della Stagione Lirica 1953/1954 con la Tebaldi, Renata Scotto e Mario Del Monaco, Il castello di Barbablù di Béla Bartók e Les noces, La Cenerentola con la Simionato, Alceste (Gluck) con Maria Callas Meneghini e Rolando Panerai, Il ballo delle ingrate di Claudio Monteverdi e due concerti con il Trio di Trieste, la ripresa di L'elisir d'amore di Gaetano Donizetti con Giuseppe Di Stefano e Rolando Panerai nel 1954 e nel 1955 la ripresa di Il franco cacciatore di Carl Maria von Weber e la ripresa di La traviata con Maria Meneghini Callas, Giuseppe Di Stefano ed Ettore Bastianini e due concerti con Bruno Giuranna, nel 1956 con Maria Meneghini Callas La traviata e Il barbiere di Siviglia e due concerti, nel 1957 la prima esecuzione assoluta del Concerto per viola e orchestra di Mario Zafred nel concerto d'apertura della Stagione Sinfonica di primavera con Bruno Giuranna, nel 1958 un concerto nel Palais des Beaux Arts di Bruxelles e due con Gioconda De Vito con musiche di Johannes Brahms.

Nel Teatro La Fenice di Venezia nel 1951 dirige la ripresa di Attila di Giuseppe Verdi ed un concerto con Claudio Arrau, nel 1952 un concerto e la prima rappresentazione di La diavolessa di Baldassarre Galuppi, un concerto nel 1955, uno nel 1956, la Messa di requiem (Verdi) nel 1957 e nel Cortile di Palazzo Ducale (Venezia) con Fiorenza Cossotto nel 1958, un concerto sinfonico vocale con musiche di Ludwig van Beethoven nel 1963, uno con musiche di Wolfgang Amadeus Mozart nel 1967 ed infine un concerto nel 1972.
Nel 1951 diresse la prima rappresentazione radiofonica in concerto nell'Auditorium RAI di Milano di Il mondo della luna di Franz Joseph Haydn e la ripresa nel Teatro Donizetti di Bergamo di La traviata di Giuseppe Verdi con Renata Tebaldi/Maria Callas.
Nel 1952 diresse la prima rappresentazione radiofonica nell'Auditorium RAI di Milano di Gli Orazi e i Curiazi di Cimarosa con Giulietta Simionato e diresse al Maggio Musicale Fiorentino.
Nel 1955 diresse la prima rappresentazione nel Teatro Comunale di Firenze di Dom Sébastien di Gaetano Donizetti con Fedora Barbieri.
A Edimburgo dirige nel 1955 Falstaff con Fernando Corena e la Royal Philharmonic Orchestra e nel 1965 Don Giovanni.
Nel 1955 dirige alla Scala di Milano La Traviata con Maria Callas e la regia di Luchino Visconti.
Lasciata l'Orchestra del Teatro alla Scala nel 1955, si trasferì a lavorare fuori dall'Italia, debuttando negli Stati Uniti con la Chicago Symphony Orchestra dal 1955 al 1958. Nel 1958 diresse la Philharmonic orchestra di Londra.
Presto abbandonò le produzioni operistiche per dedicarsi esclusivamente alla direzione del repertorio sinfonico.

Carlo Maria Giulini nel 1962

Nel 1958 dirige Don Carlos con Tito Gobbi, Boris Christoff e Fedora Barbieri al Royal Opera House di Londra. Ancora al Covent Garden dirige nel 1960 Il barbiere di Siviglia con Rolando Panerai e Teresa Berganza, nel 1961 Falstaff con Mirella Freni, nel 1964 Il trovatore con Gwyneth Jones e Giulietta Simionato, nel 1967 La traviata.
Nel 1960 fu in tournée in Giappone.
Al Teatro dell'Opera di Roma dirige nella stagione 1963/1964 Falstaff e Le nozze di Figaro, nel 1964 il Don Carlo in cinque atti, con la regia di Luchino Visconti e nel cast Cesare Siepi, Gianfranco Cecchele, Carlo Cava, e nel 1965 Il barbiere di Siviglia.
Nel Teatro Comunale di Firenze diresse nel 1966 la ripresa di Rigoletto di Giuseppe Verdi con Renata Scotto e Luciano Pavarotti, nel 1971 la ripresa della Sinfonia n. 9 (Mahler), nel 1983 la ripresa di Falstaff con Cecilia Gasdia/Barbara Hendricks, Katia Ricciarelli e Renato Bruson e nel 1999 musiche di Anton Bruckner.
Dal 1969 ha diretto ancora la Chicago symphony orchestra fino al 1972 come Direttore ospite principale.
Dal 1973 al 1976 diresse i Wiener Symphoniker di Vienna.
Alla Scala nel 1977 dirige tre concerti sinfonico vocali con Margaret Price e Lucia Valentini Terrani, nel 1978 tre concerti con musiche di Johannes Brahms, nel 1980 un concerto con la Los Angeles Philharmonic Orchestra, nel 1983 tre concerti con Maurizio Pollini con musiche di Beethoven, nel 1984 quattro concerti con musiche di Brahms l'ultimo dei quali trasmesso da Canale 5, nel 1985 tre concerti con Salvatore Accardo, nel 1986 dei concerti trasmessi da Canale 5 dei quali uno con musiche di Schubert, la Sinfonia n. 9 (Beethoven) con la Valentini Terrani, la Missa Solemnis (Beethoven) con Barbara Hendricks nel Duomo di Milano trasmesso da Raiuno e ripetuto alla Scala, nel 1987 un concerto con musiche di Mozart trasmesso da Canale 5. Dirige inoltre, sempre nel 1987, il Concerto No. 23 K. 488 per pianoforte e orchestra di W.A. Mozart con l'orchestra del Teatro alla Scala e Vladimir Horowitz al pianoforte, la Sinfonia n. 9 di Anton Bruckner, nel 1988 quattro concerti uno dei quali trasmesso da Canale 5, nel 1989 quattro concerti due dei quali con musiche di Brahms, nel 1990 due concerti uno dei quali trasmesso da Retequattro e la Messa in Si minore con Bernadette Manca di Nissa, nel 1991 un concerto con Gidon Kremer con musiche di Beethoven ed altri tre concerti, nel 1992 un concerto con musiche di Beethoven trasmesso da Retequattro, la Sinfonia n. 7 (Beethoven) trasmesso da Canale 5 e tre concerti con Maxim Vengerov, nel 1993 Ein deutsches Requiem trasmesso da Retequattro e la Sinfonia n. 7 (Beethoven), nel 1996 all'auditorium del Lingotto di Torino dirige l'Orchestra Sinfonica Nazionale della Rai nella Sinfonia numero 9 in Re minore di Anton Bruckner, trasmessa dalla RAI, nel 1994 un concerto trasmesso da Retequattro, ed infine nel 1997 due concerti trasmessi da Retequattro.
Nel 1978 sostituì Zubin Mehta alla Los Angeles Philharmonic Orchestra, dove rimase fino al 1984.
Nel 1978 diresse la prima esecuzione assoluta nel Dorothy Chandler Pavilion at Music Center di Los Angeles di "Andirivieni" di William Kraft.
Diresse anche la Philharmonia Orchestra di Londra.
Tra il primo del 1972 e l'ultimo nel 1989 vinse sei Grammy Award.
Nel 1991 partecipò alle celebrazioni mozartiane in Vaticano e cominciò un sodalizio artistico con l'Orchestra Giovanile Italiana. Problemi di salute lo obbligarono ad abbandonare la direzione d'orchestra nel 1998.
Ha continuato ad insegnare fino a poco tempo prima della morte. 
Nella primavera del 2005 è stato ricoverato presso la clinica Domus salutis di Brescia dove è morto nel giugno del medesimo anno, per l’aggravarsi delle condizioni di salute. È sepolto nella tomba di famiglia nel cimitero di Bolzano.
Affrontò principalmente il repertorio ottocentesco, con rare ma significative puntate nella produzione della prima metà del Novecento, preferendo gli autori di maggior rigore formale e di massima intensità espressiva, quali Mozart, Beethoven (la sua interpretazione della quinta sinfonia è stata scelta da una giuria di critici europei), Schubert, Verdi, Brahms, Bruckner, Ravel.
Il suo rigoroso stile interpretativo, asciutto, a tratti lento, austero e fortemente pensoso, con una preferenza per la dilatazione dei tempi interpretativi, si coniuga con una grande potenza espressiva.
Carlo Maria Giulini è stato definito "un grande artista e un uomo di fede".

## Discografia parziale
- Bach: Mass in B Minor, BWV 232 - Carlo Maria Giulini/Symphonieorchester des Bayerischen Rundfunks/Chor des Bayerischen Rundfunks/Ruth Ziesak/Roberta Alexander/Jard van Nes/Keith Lewis/David Wilson-Johnson, 1994 Sony
- Beethoven, Conc. per pf. n. 1, 3 - Benedetti Michelangeli/Giulini, Deutsche Grammophon
- Beethoven, Conc. pf. n. 5 - Benedetti Michelangeli/Giulini, Deutsche Grammophon
- Beethoven: Concerto for Violin and Orchestra & Romances for Violin and Orchestra - Carlo Maria Giulini/Orchestra Filarmonica della Scala/Salvatore Accardo, 1994 Sony
- Beethoven: Violin Concerto - Itzhak Perlman/Carlo Maria Giulini/Philharmonia Orchestra, EMI/Warner
- Beethoven, Symphony No. 9 - Julia Varady/Jard van Nes/Keith Lewis/Simon Estes/Berliner Philharmoniker/Carlo Maria Giulini/Ernst Senff Chor, 1990 Deutsche Grammophon
- Beethoven: Symphony No. 5 in C Minor, Op. 67 - Los Angeles Philharmonic & Carlo Maria Giulini, 1983 Deutsche Grammophon
- Beethoven: Missa Solemnis - Carlo Maria Giulini/Dame Janet Baker/Elly Ameling/Hans Sotin/Heather Harper/London Philharmonic Orchestra/Marius Rintzler/New Philharmonia Chorus/Robert Tear/Theo Altmeyer, 2005 EMI/Warner
- Beethoven Schumann, Sinf. n. 3/Manfred - Giulini/LAPO, Deutsche Grammophon
- Beethoven: Symphony No. 6 "Pastoral" - Schubert: Symphony No. 4 "Tragic" - Los Angeles Philharmonic/Chicago Symphony Orchestra/Carlo Maria Giulini, 2007 Deutsche Grammophon
- Brahms, Sinf. n. 1-4/Requiem/Ouv. tragica - Giulini/WPO/Bonney/Schmidt, Deutsche Grammophon
- Brahms, Concerto per violino - Itzhak Perlman/Chicago Symphony Orchestra/Giulini EMI Classics Grammy Award for Best Classical Album 1978
- Brahms, Concerto pour piano No. 1 - Alexis Weissenberg/Carlo Maria Giulini/London Symphony Orchestra, EMI
- Bruckner: Symphony No. 8 - Wiener Philharmoniker & Carlo Maria Giulini, 1985 Deutsche Grammophon
- Bruckner, Sinfonia n. 9 - Wiener Philharmoniker/Giulini, Deutsche Grammophon
- Chopin: Piano Concerto Nos. 1 & 2 - Carlo Maria Giulini/Krystian Zimerman/Los Angeles Philharmonic, 1986 Deutsche Grammophon
- Debussy: La Mer & Nocturnes - Ravel: Alborada del gracioso & Daphnis et Chloé - Carlo Maria Giulini, 2004 EMI
- Dvorak: Symphony No. 9 in E Minor Op. 95 "From the New World" - Ravel: La mère oye - Carlo Maria Giulini & Royal Concertgebouw Orchestra, 1994/1995 Sony
- Dvorak: Symphonies No. 7, 8 & 9 - Carlo Maria Giulini/London Philharmonic Orchestra/Philharmonia Orchestra, 2006 EMI
- Fauré, Requiem - Giulini/Battle/Schmidt, Deutsche Grammophon
- Franck: Symphony in D Minor & Symphonic Variations for Piano and Orchestra - Carlo Maria Giulini, 1994 Sony
- Gluck, Alceste - Maria Callas/Renato Gavarini/Paolo Silveri/Coro e Orchestra Del Teatro alla Scala/Carlo Maria Giulini, 1954 Cetra
- Liszt, Conc. per pf. n. 1-2 - Berman/Giulini/WS, Deutsche Grammophon
- Mahler, Sinfonia n. 1 - Chicago Symphony Orchestra/Giulini EMI Grammy Award for Best Orchestral Performance 1971
- Mahler, Sinfonia n. 9 - Chicago Symphony Orchestra/Giulini Deutsche Grammophon Grammy Award for Best Orchestral Performance 1977
- Mahler: Das Lied von der Erde - Brigitte Fassbaender/Francisco Araiza/Berliner Philharmoniker/Carlo Maria Giulini, Deutsche Grammophon
- Mozart, Conc. per pf. n. 23 - Horowitz/Giulini/Orch. del Teatro alla Scala, 1987 Deutsche Grammophon. Grammy Award 1989 per la Miglior interpretazione solista di musica classica con orchestra
- Mozart, Requiem - Philharmonia Orchestra/Giulini, Sony Classical - Grammy Award for Best Choral Performance 1981
- Mozart, Requiem in D Minor, K. 626 - Carlo Maria Giulini/Philharmonia Orchestra/Helen Donath/Ludwig, 2005 EMI
- Mozart, Le Nozze di Figaro - Carlo Maria Giulini/Anna Moffo/Giuseppe Taddei/Fiorenza Cossotto/Elisabeth Schwarzkopf, 1961 EMI
- Mozart, Don Giovanni - Carlo Maria Giulini/Giuseppe Taddei/Eberhard Waechter/Dame Joan Sutherland/Elisabeth Schwarzkopf/Graziella Sciutti, 1967 Warner/EMI
- Mozart: Symphonies Nos. 40 & 41 "Jupiter" - Berliner Philharmoniker & Carlo Maria Giulini, 1991 Sony
- Mussorgsky Ravel, Quadri di un'esposizione - Giulini/CSO, Deutsche Grammophon
- Rossini, Stabat Mater - Giulini/Ricciarelli/Gonzalez, 1981 Deutsche Grammophon
- Rossini, Il barbiere di Siviglia - Maria Callas/Tito Gobbi/Luigi Alva/Coro e Orchestra Del Teatro alla Scala/Carlo Maria Giulini, 1956 Cetra
- Rossini, L'italiana in Algeri - Carlo Maria Giulini/Graziella Sciutti/Giulietta Simionato/Cesare Valletti/Coro e Orchestra del Teatro alla Scala, EMI
- Rossini: Overtures - Carlo Maria Giulini & Philharmonia Orchestra, 2004 EMI Great Artists of the Century
- Schubert: Symphony No. 9 - Schumann: "Manfred" Overture - Chicago Symphony Orchestra/Los Angeles Philharmonic/Carlo Maria Giulini, Deutsche Grammophon
- Schumann: Symphony No. 3 "Rhenish", "Manfred" Overture - Los Angeles Philharmonic & Carlo Maria Giulini, 1982 Deutsche Grammophon
- Schumann: Piano Concerto - Carlo Maria Giulini/Evgeny Kissin/Wiener Philharmoniker, 1993 Sony
- Tchaikovsky: Symphony No. 6 "Pathétique" - Los Angeles Philharmonic & Carlo Maria Giulini, 1981 Deutsche Grammophon
- Verdi, Falstaff - Giulini/Ricciarelli/Bruson, 1982 Deutsche Grammophon
- Verdi, Rigoletto - Giulini/Cappuccilli/Cotrubas, Deutsche Grammophon
- Verdi, Trovatore - Giulini/Domingo/Plowright, Deutsche Grammophon
- Verdi, Don Carlo - Carlo Maria Giulini/Ambrosian Opera Chorus/Orchestra of the Royal Opera House, Covent Garden/Plácido Domingo/Shirley Verrett/Ruggero Raimondi, 2000 EMI
- Verdi, La traviata - Maria Callas/Ettore Bastianini/Giuseppe Di Stefano/Coro e Orchestra Del Teatro alla Scala/Carlo Maria Giulini, 1955 EMI
- Verdi, La traviata - Maria Callas/Ettore Bastianini/Gianni Raimondi/Coro e Orchestra Del Teatro alla Scala/Carlo Maria Giulini, 1956 Myto Records
- Verdi: Requiem - Quattro Pezzi Sacri - Carlo Maria Giulini/Christa Ludwig/Dame Janet Baker/Elisabeth Schwarzkopf/Nicolai Gedda/Nicolai Ghiaurov/Philharmonia Chorus/Philharmonia Orchestra, 1986 EMI Great Recordings of the Century
- Verdi: Messa da Requiem - Sharon Sweet/Florence Quivar/Vinson Cole/Simon Estes/Berliner Philharmoniker/Carlo Maria Giulini, 2008 Deutsche Grammophon
- Beethoven Schumann, L'Arte di Carlo Maria Giulini - Giulini/LAPO/WPO/CSO, Deutsche Grammophon
- Giulini, Giulini in America vol.1: Gli anni di Los Angeles - Los Angeles Philharmonic, Deutsche Grammophon
- Giulini, Giulini in America vol.2: Gli anni di Chicago - Registrazioni per DG 1976-78, Deutsche Grammophon
- Giulini, Giulini in Vienna - Wiener Phiharmoniker/Wiener Symphoniker, Deutsche Grammophon
- Domingo & Giulini - Opera Gala - Carlo Maria Giulini/Los Angeles Philharmonic/Plácido Domingo, 2007 Deutsche Grammophon

## Onorificenze
Nel 1988 ha ricevuto ex aequo con Luciano Berio il Premio Feltrinelli conferito dall'Accademia dei Lincei.

## Presidenze Onorarie
Carlo Maria Giulini è stato presidente onorario:
- dell'Orchestra Savonese
- del Concorso Internazionale Pianistico Mauro Paolo Monopoli
- del Concorso Internazionale Giulietta Simionato